# 鷹王
《鹰王》是1970年張徹導演的香港武侠片，由狄龙、李菁領銜主演；故事讲述鹰王与天一堂门派所发生的故事。

## 劇情簡介
某日，武林豪侠鹰王在一起意外中，遇到了受了重伤的天一堂六舵主，通过交谈，天一堂的大舵主杀死了总舵主，并且想篡位。虽说鹰王最初并不想管这种事情，但是他最后却还是被卷进了这件事情。而后他又遇到了一个女子，这个女子是天一堂的七舵主，她在无意之间救了身陷险境的鹰王一命，两人就此相识。不过她的妹妹却和大舵主有关系。随后，经过一段时间相处鹰王和七舵主决定到天一堂，去清理门户。但是最后虽说天一堂的舵主们基本全部被杀，可是七舵主和其妹妹也在争斗中死亡，而后，看到这些的鹰王决定一个人浪跡江湖。

## 演员表
- 狄龙
- 李菁
- 井淼
- 王钟
- 冯克安
- 曾楚霖
- 何柏光
- 张志平
- 张石庵
- 金军
- 黄培基
- 郝履仁
- 张佩山
- 郑雷
- 洪流
- 董力
- 陈星
- 金天柱

## 相關連結
- 豆瓣资料 （页面存档备份，存于）
- 互联网电影数据库（IMDb）上《鹰王》的资料（英文）
- allmovie链接 （页面存档备份，存于）
- 香港影庫上《鹰王》的資料（繁體中文）